# August Fetscherin
August Fetscherin (Sankt Stephan, 28 maart 1849 - Zäziwil, 18 september 1882) was een Zwitsers arts en majoor uit het kanton Bern.

## Biografie
August Fetscherin werd geboren in 1849 als zoon van een protestantse geestelijke. Hij huwde in 1873 met Maria Barbara Brunner, die afkomstig was uit Luzern.
Fetscherin studeerde geneeskunde in Bern en Zürich. In 1871 legde hij in Bern het geneeskunde-examen af. Vervolgens werd hij assistent bij het psychiatrisch opvangcentrum van Waldau, in een buitenwijk van Bern. Nadien volgde hij nog geneeskundige specialisaties in Wenen en Berlijn. In 1873 vestigde hij zich vervolgens als arts in Zäziwil. Later, in 1879, was hij mede-oprichter van het ziekenhuis van Höchstetten, waarvan hij de eerste directeur werd.
Fetscherin was de eerste Zwitserse arts die de ontwikkeling van cretinisme bij een jong meisje opvolgde na een volledige thyroidectomie (1874-1882). Hij zou zijn bevindingen hieromtrent overmaken aan Emil Theodor Kocher, die in 1909 de Nobelprijs voor Fysiologie of Geneeskunde won voor zijn onderzoek naar de schildklier.
In het Zwitserse leger werd hij in 1881 majoor. Gezien zijn medische achtergrond werd hij verantwoordelijk voor het 4e veldhospitaal.
Fetscherin stierf in 1882 op 33-jarige leeftijd.